# 몰락한 우상

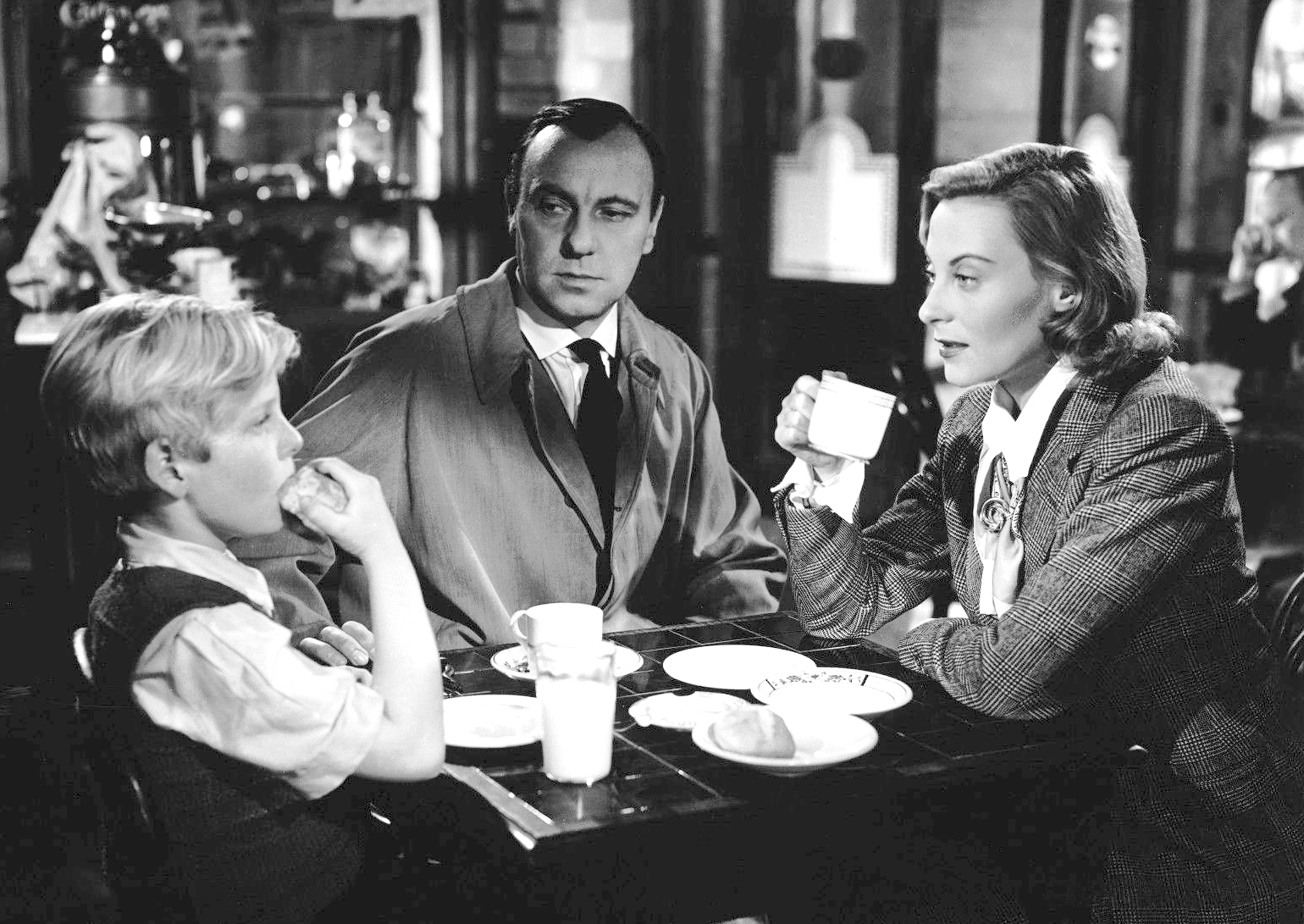

《몰락한 우상》(The Fallen Idol)은 영국에서 제작된 캐럴 리드 감독의 1948년 드라마, 스릴러 영화이다. 랠프 리처드슨 등이 주연으로 출연하였고 캐럴 리드 등이 제작에 참여하였다.

## 출연

### 주연
- 랠프 리처드슨
- 미셸 모르강

### 조연
- 소니아 드레스델
- 보비 헨리
- 데니스 오데
- 잭 호킨스
- 월터 피츠제럴드
- 댄디 니콜스
- 조안 영
- 카렐 스테파넥
- 제라르 하인즈
- 토린 댓처
- 제임스 헤이터
- 제프리 킨
- 버나드 리
- 존 루드독
- 헤이 페트리
- 도라 브라이언
- 조지 우드브리지

## 기타
- 협력프로듀서: 필립 브랜돈